# Apatelodes cirna
Apatelodes cirna is een vlinder uit de familie van de Apatelodidae. De wetenschappelijke naam van de soort is voor het eerst geldig gepubliceerd in 1893 door Herbert Druce.